# Соловьёв, Валерий Дмитриевич
Валерий Дмитриевич Соловьёв (род. 1952, Казань) — российский математик и лингвист, профессор (1999), доктор физико-математических наук. Работы по математической логике, теории программирования, когнитивной лингвистике, типологии языков, базам данных в лингвистике, корпусной лингвистике; активная научно-организационная деятельность.
Окончил Казанский университет (1974). Докторская диссертация на тему «Функциональные системы рекурсивных функций и предикатов с сильными программными средствами замыкания» (Москва, 1996).
Работает в Казанском университете; главный научный сотрудник Института филологии и межкультурной коммуникации, руководитель лаборатории "Лингвистика и искусственный интеллект". Заслуженный профессор Казанского университета, Заслуженный деятель науки Республики Татарстан. Организатор большого числа российских и международных конференций по когнитивной науке, компьютерной лингвистике и по новым информационным технологиям в исследовании русского языка. Президент Межрегиональной ассоциации когнитивных исследований с 2016 г. по 2018 г. Председатель экспертного совета по когнитивной науке ВАК. Главный редактор журнала The Journal of Language and Education. Автор более 200 научных публикаций.
Увлекается японской игрой го, Гроссмейстер России по го, президент Российской федерации го с 1994 по 1997 годы, в 1997 г. избран почетным президентом Российской федерации го. Чемпион России 1987 года, призёр чемпионатов Европы по го 1988, 1989 гг., трехкратный чемпион Европы в командном зачете в составе сборных России и СССР.

## Публикации
- В. Д. Соловьёв. Абстрактная теория вычислимости: программистский подход. Казань: Изд-во Казан. ун-та, 1993. ISBN 5-7464-1072-1
- В.Д. Соловьев и др. База данных 'Языки мира'. История и перспективы. Издательство Академии наук Республики Татарстан, 2019. - 370 с.